# ジョン・ロッカー
ジョン・ロイ・ロッカー（John Loy Rocker, 1974年10月17日 - ）は、アメリカ合衆国ジョージア州ステイツボロ出身の元プロ野球選手(投手)。

## 経歴

### プロ入りとブレーブス時代
1993年のMLBドラフトでアトランタ・ブレーブスから18巡目に指名を受け入団。
1998年5月5日のロサンゼルス・ドジャース戦でメジャーデビュー。主にセットアッパーとして起用され、1勝3敗2セーブ・防御率2.13、38イニングで42奪三振を記録した。ポストシーズンでもロースター入りを果たし、サンディエゴ・パドレスとのリーグチャンピオンシップシリーズでは全試合に登板し無失点に抑えたが、チームは2勝4敗で敗退した。
1999年は前年30セーブを挙げたケリー・ライテンバーグの故障によりクローザーを務め、4勝5敗38セーブ・防御率2.49、72.1イニングで104奪三振を記録し、チームの地区優勝に貢献。ニューヨーク・メッツとのリーグチャンピオンシップシリーズでは前年に続いて全試合に登板し、チームは3年ぶりにリーグ優勝を果たす。ニューヨーク・ヤンキースとのワールドシリーズでも2試合に投げ無失点に抑えたが、チームは4連敗で敗退した。
2000年は問題発言（後述）の影響もあって前半戦は防御率4.62、25.1イニングで34四球と不調だったが、後半戦で防御率1.30と復調し、シーズン通算で1勝2敗24セーブ・防御率2.89を記録した。セントルイス・カージナルスとのディビジョンシリーズでは1試合に登板したが、チームは3連敗で敗退した。
2001年は15連続セーブを記録する。

### インディアンス時代
2001年6月22日に2選手との交換トレードで、1選手とともにクリーブランド・インディアンスに移籍。
移籍後もクローザーを務めたが不調が続いて配置転換される。移籍後は3勝7敗4セーブ・防御率5.45に終わり、シーズン通算で5勝9敗23セーブの成績だった。チームは地区優勝を果たし、シアトル・マリナーズとのディビジョンシリーズでは1試合に登板するが、チームは2勝3敗で敗退。

### レンジャーズ時代
2001年12月18日にトレードでテキサス・レンジャーズに移籍。
2002年は開幕からクローザーを務めるが不調で配置転換された。2勝3敗1セーブ・防御率6.66と不安定でマイナーに降格し、10月3日に解雇。同年ホラー映画『殺戮職人芝刈男』に出演し、「銀幕デビュー」を果たした。

### レイズ時代
2003年4月10日にタンパベイ・デビルレイズと契約するが、2試合の登板のみで6月27日に解雇された。

### 独立リーグ時代
2005年に独立リーグアトランティック・リーグのロングアイランド・ダックスと契約するが、2敗・防御率6.50、18イニングで28四球と不調で解雇され、現役引退。

### 引退後
引退後は、テレビのバラエティ番組に出演の傍らチャリティー活動も行っている。テレビ番組のイベントで出会ったモデルと結婚。
2016年には同年のアメリカ合衆国大統領選挙でドナルド・トランプを支持する。

## 人物

### 問題発言
2000年1月号のスポーツ・イラストレイテッド誌で、当時のメッツ本拠地シェイ・スタジアムに向かうニューヨーク市地下鉄7号線について、こう発言した。
「まるでベイルートにでもいるような気分になる。隣のガキは髪を紫に染め、また隣にはエイズ患者。さらに隣には4度目の出所を終えたばかりのヤツがいて、その横には20歳で4人の子持ちの母がいる。」
この発言の背景には、前年のリーグチャンピオンシップシリーズ第5戦で、メッツファンにバッテリーを投げつけられたことに対する不満があるのだが、もちろんニューヨーク市民は激怒。それに対して再度応酬し、「（シェイ・スタジアムに行くのに）タクシーやバスは使わず、地下鉄7号線に乗るつもり。今から楽しみだ。（暴漢に襲われて負傷して）病院に行く準備もしていくよ。」と発言。市民の怒りは頂点に達したが、ここで当時のニューヨーク市長ルドルフ・ジュリアーニが、大リーグコミッショナー事務局に、ロッカーの地下鉄利用を止めさせるよう連絡するとともに、市民に「彼に対して怒る権利はあるが、決して危害を加えないように。球場の内外を問わず、彼に危害を加えようとする者は容赦なく犯罪者として逮捕する。」と発言し、自制を求めた。更に同僚のランドール・サイモンに「太った猿」と暴言を吐いたことも明らかになった。
一連の騒動で、開幕から28試合（のちに14試合に軽減）の出場停止処分と減俸処分を受けた。6月29日に騒動後初めて敵地でのメッツ戦が行われ、46,987人の観客が詰めかけた。通常60人程度配備している警官を700人に増員し、万一に備えた。場内のビールは売り切れ、ブレーブスのブルペンにはカバーがかけられた。8回に登板した際にファンから「クソッタレ！」等の激しい野次が飛ばされる（無論「クソッタレ」程度は生易しい方である）が平然とマウンドに向かい、3者凡退に打ち取った。試合はブレーブスが勝利し、試合後は3台の護衛がついた黒いバンに乗り込んで球場を後にした。

## 詳細情報

### 年度別投手成績
| 年 度     | 球 団     | 登 板 | 先 発 | 完 投 | 完 封 | 無 四 球 | 勝 利 | 敗 戦 | セ 丨 ブ | ホ 丨 ル ド | 勝 率 | 打 者 | 投 球 回 | 被 安 打 | 被 本 塁 打 | 与 四 球 | 敬 遠 | 与 死 球 | 奪 三 振 | 暴 投 | ボ 丨 ク | 失 点 | 自 責 点 | 防 御 率 | W H I P |
| --------- | --------- | ----- | ----- | ----- | ----- | -------- | ----- | ----- | -------- | ----------- | ----- | ----- | -------- | -------- | ----------- | -------- | ----- | -------- | -------- | ----- | -------- | ----- | -------- | -------- | ------- |
| 1998      | ATL       | 47    | 0     | 0     | 0     | 0        | 1     | 3     | 2        | --          | .250  | 156   | 38.0     | 22       | 4           | 22       | 4     | 3        | 42       | 6     | 0        | 10    | 9        | 2.13     | 1.16    |
| 1999      | ATL       | 74    | 0     | 0     | 0     | 0        | 4     | 5     | 38       | --          | .444  | 301   | 72.1     | 47       | 5           | 37       | 4     | 1        | 104      | 7     | 0        | 24    | 20       | 2.49     | 1.16    |
| 2000      | ATL       | 59    | 0     | 0     | 0     | 0        | 1     | 2     | 24       | --          | .333  | 251   | 53.0     | 42       | 5           | 48       | 4     | 2        | 77       | 5     | 2        | 25    | 17       | 2.89     | 1.70    |
| 2001      | ATL       | 30    | 0     | 0     | 0     | 0        | 2     | 2     | 19       | --          | .500  | 135   | 32.0     | 25       | 2           | 16       | 1     | 2        | 36       | 5     | 0        | 13    | 11       | 3.09     | 1.28    |
| 2001      | CLE       | 38    | 0     | 0     | 0     | 0        | 3     | 7     | 4        | --          | .300  | 165   | 34.2     | 33       | 2           | 25       | 3     | 3        | 43       | 6     | 2        | 23    | 21       | 5.45     | 1.67    |
| '01計     | CLE       | 68    | 0     | 0     | 0     | 0        | 5     | 9     | 23       | --          | .357  | 300   | 66.2     | 58       | 4           | 41       | 4     | 5        | 79       | 11    | 2        | 36    | 32       | 4.32     | 1.49    |
| 2002      | TEX       | 30    | 0     | 0     | 0     | 0        | 2     | 3     | 1        | --          | .400  | 114   | 24.1     | 29       | 5           | 13       | 1     | 0        | 30       | 0     | 0        | 19    | 18       | 6.66     | 1.73    |
| 2003      | TB        | 2     | 0     | 0     | 0     | 0        | 0     | 0     | 0        | --          | --    | 8     | 1.0      | 2        | 0           | 3        | 0     | 1        | 0        | 0     | 0        | 1     | 1        | 9.00     | 5.00    |
| 通算：6年 | 通算：6年 | 280   | 0     | 0     | 0     | 0        | 13    | 22    | 88       | --          | .371  | 1130  | 255.1    | 200      | 23          | 164      | 17    | 12       | 332      | 29    | 4        | 115   | 97       | 3.42     | 1.43    |

### 背番号
- 49 (1998年 - 2002年)
- 48 (2003年)